# Electronic Brake System
Electronic Brake System (EBS) kallas elektroniskt styrda bromssystem till tunga fordon som till exempel lastbilar, tunga släp och bussar.
I vanliga bromssystem är bromskraften till hjulen densamma vid alla tillfällen, till exempel 40% bak och 60% fram, men hos fordon med EBS så fördelas kraften olika till varje hjul elektroniskt vid behov. EBS används uteslutande på pneumatiska bromssystem med tryckluft. För liknande system hos personbilar, se: Mercedes-Benz:s EBD-system.